# Natação nos Jogos Pan-Americanos de 2011 - 200 m costas masculino
As competições dos 200 metros costas masculino da natação nos Jogos Pan-Americanos de 2011 foram realizadas no dia 21 de outubro no Centro Aquático Scotiabank, em Guadalajara.

## Medalhistas
| Ouro   | BRA Thiago Pereira |
| Prata  | COL Omar Pinzón    |
| Bronze | USA Ryan Murphy    |

## Recordes
Antes desta competição, os recordes mundial e pan-americano da prova eram os seguintes:
| Tipo                             | Atleta             | Tempo   | Local          | Data                | Ref |
| -------------------------------- | ------------------ | ------- | -------------- | ------------------- | --- |
|                                  | USA Aaron Peirsol  | 1m51s92 | Roma           | 31 de julho de 2009 | ver |
| Recorde dos Jogos Pan-Americanos | BRA Thiago Pereira | 1m58s42 | Rio de Janeiro | 19 de julho de 2007 | ver |

## Resultados

### Eliminatórias
| Pos. | Bateria | Raia | Nadador           | País               | Tempo   | Obs. |
| ---- | ------- | ---- | ----------------- | ------------------ | ------- | ---- |
| 1    | 1       | 5    | Omar Pinzón       | COL Colômbia       | 2:01.14 | Q    |
| 2    | 1       | 4    | Thiago Pereira    | BRA Brasil         | 2:03.53 | Q    |
| 3    | 2       | 4    | Rexford Tullius   | USA Estados Unidos | 2:03.82 | Q    |
| 4    | 2       | 3    | Ryan Murphy       | USA Estados Unidos | 2:03.89 | Q    |
| 5    | 2       | 5    | Leonardo de Deus  | BRA Brasil         | 2:05.12 | Q    |
| 6    | 1       | 3    | Pedro Medel       | CUB Cuba           | 2:05.20 | Q    |
| 7    | 1       | 6    | Luis Rojas        | VEN Venezuela      | 2:05.21 | Q    |
| 8    | 1       | 2    | Charles Hockin    | PAR Paraguai       | 2:05.28 | Q    |
| 9    | 2       | 6    | Ezequiel Trujillo | MEX México         | 2:05.68 |      |
| 10   | 2       | 2    | Anival Rodríguez  | MEX México         | 2:10.65 |      |
| 11   | 2       | 7    | Mauricio Fiol     | PER Peru           | 2:11.75 |      |

### Final
| Pos.              | Raia | Nadador           | País               | Tempo   | Obs.                                                |
| ----------------- | ---- | ----------------- | ------------------ | ------- | --------------------------------------------------- |
| Medalha de ouro   | 5    | Thiago Pereira    | BRA Brasil         | 1:57.19 | Recorde dos Jogos Pan-Americanos · Recorde nacional |
| Medalha de prata  | 4    | Omar Pinzón       | COL Colômbia       | 1:58.31 |                                                     |
| Medalha de bronze | 3    | Ryan Murphy       | USA Estados Unidos | 1:58.50 |                                                     |
| 4                 | 3    | Rexford Tullius   | USA Estados Unidos | 1:59.50 |                                                     |
| 5                 | 2    | Leonardo de Deus  | BRA Brasil         | 2:03.28 |                                                     |
| 6                 | 1    | Luis Rojas        | VEN Venezuela      | 2:06.07 |                                                     |
| 7                 | 8    | Ezequiel Trujillo | MEX México         | 2:06.18 |                                                     |
| 8                 | 7    | Pedro Medel       | CUB Cuba           | 2:13.77 |                                                     |

Legenda
| Recorde mundial                  | Recorde mundial (World record)               |                       | Recorde africano                      | Recorde africano (African) |                                           | Q | Classificado por posição (Qualified) |
| Recorde dos Jogos Pan-Americanos | Recorde pan-americano (Pan-American record)  | Recorde da América    | Recorde da América (Americas)         | q                          | Classificado por melhor tempo (Qualified) |   |                                      |
| Melhor marca do ano              | Melhor marca do ano (World leading)          | Recorde asiático      | Recorde asiático (Asian)              | DNS                        | Não largou (Did not start)                |   |                                      |
| Recorde nacional                 | Recorde nacional (National record)           | Recorde europeu       | Recorde europeu (European)            | DNF                        | Não terminou (Did not finish)             |   |                                      |
| Recorde pessoal                  | Recorde pessoal do atleta (Personal best)    | Recorde da Oceania    | Recorde da Oceania (Oceania)          | DSQ / DQ                   | Desclassificado (Disqualified)            |   |                                      |
| Recorde da temporada             | Recorde da temporada do atleta (Season best) | Recorde sul-americano | Recorde sul-americano (South America) | NM                         | Sem marca (No mark)                       |   |                                      |